# Eishockey-Weltmeisterschaft
Seit 1920 finden Eishockey-Weltmeisterschaften statt, die von der Internationalen Eishockey-Föderation (IIHF) veranstaltet werden.
Die ersten drei Turniere fanden im Rahmen der Olympischen Spiele statt (1920 Sommerspiele, 1924 und 1928 Winterspiele). Seit 1930 werden die Weltmeisterschaften separat und jährlich ausgetragen (mit Ausnahme einer Unterbrechung von 1940 bis 1946 wegen des Zweiten Weltkrieges). 1932 bis 1968 zählte weiterhin das alle vier Jahre stattfindende Turnier der Olympischen Winterspiele als Weltmeisterschaft. Seit 1972 findet in den Olympiajahren eine eigene Weltmeisterschaft statt (außer 1980, 1984 und 1988).
Neben dem eigentlichen Weltmeisterschaftsturnier (auch Top-Division genannt) spielen die schwächeren Nationen in den Divisionen I bis IV mit Auf- und Abstieg. So qualifizieren sich die beiden ersten der Division I Gruppe A für die Top-Division des nächsten Jahres. Bis 2000 wurde die Top-Division als A-Weltmeisterschaft bezeichnet, die weiteren Gruppen als B-, C- und D-Weltmeisterschaft.
Neben den Weltmeisterschaften der Herren finden seit 1977 Junioren-Weltmeisterschaften für Spieler unter 20 Jahren (U20) und seit 1999 für Junioren unter 18 Jahren (U18) statt. Die Frauenweltmeisterschaften werden seit 1990 ausgetragen. Seit 2008 werden auch Weltmeisterschaften für Frauen unter 18 Jahren (U18) veranstaltet.

## Geschichte

### Beginn

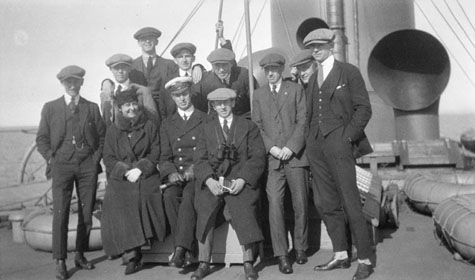
Mannschaftsfoto der Kanada vertretenden Winnipeg Falcons vor der Abfahrt zu den Olympischen Spielen 1920

Der 1908 gegründete internationale Eishockeyverband LIHG (heute IIHF) bestand zuerst nur aus europäischen Verbänden. Ab 1910 trug die LIHG Europameisterschaften aus. Bereits für die Olympischen Spiele 1916 in Berlin war ein erstes olympisches Eishockeyturnier geplant. Durch den Ausbruch des Ersten Weltkriegs mussten die Spiele jedoch abgesagt werden. Daher kam es erst 1920 zu einem Eishockey-Nationenturnier mit europäischer und nordamerikanischer Beteiligung: das Eishockeyturnier bei den Olympischen Sommerspielen 1920 in Antwerpen. Kanada und die USA traten während des Turniers der LIHG bei. Dieses Turnier wurde später zur ersten Eishockey-Weltmeisterschaft erklärt. Erster Weltmeister wurde Kanada, wobei das Land durch eine Vereinsmannschaft vertreten wurde. Ebenfalls während des Turniers wurde der Tschechoslowakei die Austragung einer Weltmeisterschaft 1921 angeboten. Der tschechoslowakische Verband lehnte die Austragung jedoch aus Angst vor schlechtem Wetter ab, so dass das Turnier nach Schweden vergeben wurde. Jedoch trat von den sieben LIHG-Mitgliedern nur die Tschechoslowakei die Reise nach Schweden an, so dass die Europameisterschaft in einem Spiel ausgetragen wurde.
Auch in den Folgejahren wurden nur Europameisterschaften ausgetragen. Lediglich bei den Olympischen Winterspielen 1924 und 1928 nahmen Nordamerikaner die Reise nach Europa auf sich. Dagegen sagte Kanada zum Beispiel 1925 die geplante WM in Davos ab, da der Mannschaftskapitän kurz zuvor geheiratet hatte. Während das olympische Turnier 1924 erst ein Jahr später von der LIHG offiziell als Weltmeisterschaft anerkannt worden ist, wurde das Turnier 1928 schon offiziell als Weltmeisterschaft ausgetragen und dort auch der Europameistertitel vergeben.

### Eigenständige Weltmeisterschaftsturniere

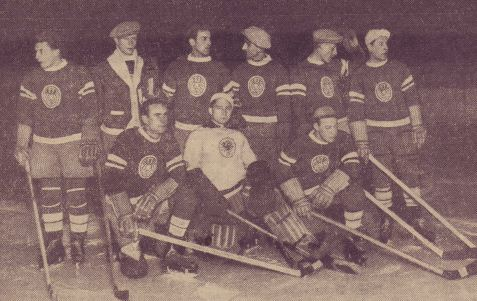
Bronzemedaillengewinner Österreich bei der Weltmeisterschaft 1931.

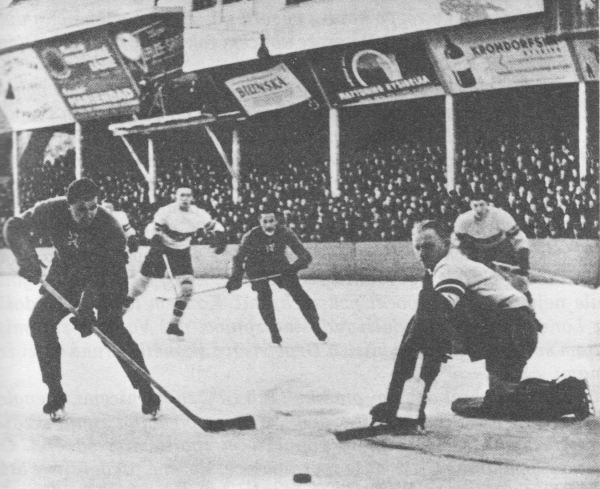
Spiel um den 3. Platz 1938 zwischen der Tschechoslowakei und Deutschland (3:0)

1930 wurde schließlich das erste eigenständige WM-Turnier ausgetragen. Mit dem neuen LIHG-Mitglied Japan war erstmals auch ein asiatisches Land vertreten. Das Turnier wurde als Herausforderungsturnier ausgetragen: Titelverteidiger Kanada war für das Finale gesetzt, die restlichen Mannschaften spielten im K.-o.-Modus einen Herausforderer aus: Deutschland, welches als bestes europäisches Team gleichzeitig zum Europameister erklärt wurde. Das Finale gewann Kanada klar. An der nun jährlich ausgetragenen WM nahmen ab 1931 die USA teil. Die WM-Titel wurden vor dem Zweiten Weltkrieg (mit einer Ausnahme) zwischen den beiden nordamerikanischen Ländern ausgemacht. 1932 und 1936 wurde der WM-Titel wieder im olympischen Eishockeyturnier vergeben. Das Turnier 1932 fand in Lake Placid (USA) statt und war damit die erste Weltmeisterschaft in Nordamerika. Beim Turnier 1936 gelang Großbritannien der überraschende Titelgewinn, wobei der Großteil der britischen Spieler in Kanada aufgewachsen war und dort spielte.

### Nach dem Zweiten Weltkrieg
Nach einer Zwangspause durch den Zweiten Weltkrieg wurde 1947 wieder eine WM ausgespielt. Erster Nachkriegsweltmeister wurde die Tschechoslowakei – allerdings fehlte Kanada. Die Tschechoslowakei war die vierte Nation, die Weltmeister werden konnte. Auch in den beiden Folgejahren blieb die tschechoslowakische Mannschaft stark und holte 1948 Silber (wieder bei den Olympischen Spielen ausgetragen) und 1949 nach einem 3:2 gegen Kanada den zweiten Weltmeistertitel. 1950 wurde die Mannschaft jedoch wegen Hochverrats angeklagt und größtenteils zu Gefängnisstrafen verurteilt. Kanada ließ sich weiterhin durch eine Clubmannschaft vertreten. In den USA gab es zwei konkurrierende Verbände, die eine Nationalmannschaft stellten, was unter anderem dazu führte, dass die USA bei den Olympischen Spielen 1948 aus der Wertung genommen wurde, jedoch nicht für die Wertung als Weltmeisterschaft.
Die Turniere waren geprägt von teilweise enorm hohen Ergebnissen: 1949 gewann Kanada 47:0 gegen Dänemark (bis heute Rekord für das Topturnier der Weltmeisterschaften), 1950 gingen 13 von 27 Spielen zweistellig aus. 1951 wurde das Teilnehmerfeld daher leistungsmäßig geteilt: die besten sieben Mannschaften spielten den Weltmeister aus, weitere sechs Mannschaften spielten im Criterium Européen, beide Turniere wurden parallel in Paris ausgetragen. Der Vorgänger der späteren B-Weltmeisterschaft, heute Division I, war geboren. Auch 1952, als der Weltmeister wieder bei den Olympischen Spielen gekürt wurde, wurde ein Criterium Européen der schwächeren Mannschaften ausgespielt. Das Turnier 1952 sah außerdem die Rückkehr Deutschlands in die Weltmeisterschaft, vertreten durch die westdeutsche Nationalmannschaft -- die DDR debütierte erst 1957.
1953 gab es mit Schweden eine fünfte Nation als Weltmeister. Allerdings verweigerte Kanada die Teilnahme und die tschechoslowakische Mannschaft brach das Turnier auf Grund des sich abzeichnenden Todes des tschechoslowakischen Präsidenten Klement Gottwald ab.

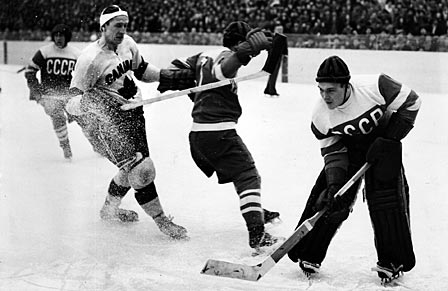
Szene aus dem entscheidenden Spiel der Sowjetunion gegen Kanada bei der WM 1954

1952 trat der Eishockeyverband der Sowjetunion der LIHG bei. Eishockey gab es in der UdSSR erst seit etwa 1945, zuvor war eher Bandy vorherrschend. Doch schon bei der ersten WM-Teilnahme 1954 gelang den Sowjets der Titelgewinn – ohne Niederlage bei nur einem Remis und mit einem Torverhältnis von 37:10. In den folgenden Jahren wechselten sich die UdSSR, Kanada und Schweden als Weltmeister ab, wobei auch die Tschechoslowakei und die USA in die Medaillenränge vorstoßen konnten. Die USA gewannen zudem das Turnier 1960, der zweite WM-Titel für das Land.
1960 trat erstmals Australien bei einer WM an und 1961 Südafrika, so dass inzwischen Mannschaften von allen Kontinenten, außer Südamerika, an den Weltmeisterschaften beteiligt waren. 1959 hatte der inzwischen zur IIHF umbenannte Verband beschlossen, unterschiedliche Meisterschaftsklassen mit Auf- und Abstieg einzuführen. Ab 1961 gab es damit A-, B- und C-Weltmeisterschaften, insgesamt nahmen in diesem Jahr 20 Länder teil.

### Sowjetische Dominanz
1963 ließ sich Kanada zum letzten Mal durch eine Clubmannschaft vertreten, ab 1964 trat das Land mit einer „richtigen“ Nationalmannschaft an. Die beiden nordamerikanischen Länder konnten jedoch zunehmend nicht mehr mithalten, da professionelle Eishockeyspieler nicht bei der WM spielberechtigt waren. Die europäischen Spieler zählten dabei nicht als Profis, obwohl insbesondere die osteuropäischen Staatsamateure faktisch fürs Eishockeyspielen bezahlt wurden. Vor allem traf dies auf die Sowjets zu, die für drei Jahrzehnte zur dominierenden Macht bei den Weltmeisterschaften wurden. Von 1963 bis 1971 gelangen der sowjetischen Mannschaft dabei neun Weltmeistertitel in Folge.
Zur Leistungskonzentration verkleinerte die IIHF die A-Gruppe 1969 von acht auf sechs Mannschaften. Das Turnier 1969 war in der Tschechoslowakei geplant, musste jedoch nach der Niederschlagung des Prager Frühlings durch den Einmarsch von Truppen des Warschauer Pakts nach Schweden verlegt werden. Die B- und C-Gruppe wurde dabei erstmals in einem anderen Land (Jugoslawien) ausgetragen.
1969 wurden auf Druck der Kanadier neun Profispieler (nicht aus der NHL) pro Land zugelassen und erstmals das Turnier nach Kanada (Montreal und Winnipeg) vergeben. Doch im Januar 1970 nahm die IIHF dies auf Druck des IOC-Präsidenten Avery Brundage zurück; Brundage hatte mit der Aberkennung des olympischen Status der Sportart gedroht, sollten bei einer WM Profis gegen Amateure spielen. Kanada gab daraufhin die Austragung der WM zurück (wie im Vorjahr sprang kurzfristig Schweden ein) und boykottierte bis 1976 das Turnier. Die US-Amerikaner traten weiterhin mit einer Amateurmannschaft an, pendelten aber vorerst zwischen A- und B-Gruppe.
Die einzigen ernsthaften Gegner der Sowjets waren nun Schweden und die Tschechoslowakei. Die Tschechoslowaken nutzten 1972 den Heimvorteil der Weltmeisterschaft in Prag, gewannen ihren dritten Titel und unterbrachen den Siegeszug der Sowjets. Dieses WM-Turnier war das erste in einem Olympiajahr – die olympischen Turniere zählten ab sofort nicht mehr als Weltmeisterschaften. Das Jahr sah einen dritten Wettbewerb, in dem die besten Eishockeynationen der Welt aufeinander trafen: In der Summit Series trafen die sowjetische Nationalmannschaft und eine aus NHL-Spielern bestehende kanadische Nationalmannschaft aufeinander. Die Kanadier konnten die Serie mit vier zu drei Siegen (bei einem Remis) für sich entscheiden.

### Profispieler bei Weltmeisterschaften
Nach der Wahl von Günther Sabetzki zum IIHF-Präsidenten 1975 begann sich das Verhältnis von IIHF und kanadischem Verband CAHA wieder zu verbessern. Ab 1976 waren Profis unbeschränkt zur WM zugelassen (bis auf weiteres jedoch nicht zu den Olympischen Spielen). Die Gruppe A wurde wieder auf acht Mannschaften vergrößert und Kanada ein Platz außer der Reihe angeboten – was die Kanadier 1977 wahrnahmen. Die Turniere wurden zudem ab 1977 terminlich nach hinten verschoben, um Spielern von NHL-Teams, die nicht an den Play-offs teilnahmen, die Teilnahme an der WM zu ermöglichen. Gleichzeitig wurde der aus der Summit Series entstandene Canada Cup von der IIHF anerkannt.
1977 wurde auch erstmals eine weitere Weltmeisterschaft durch die IIHF ausgerichtet: die Junioren-Weltmeisterschaft (U20). Sie löste die Junioren-Europameisterschaft (U19) ab, die seit 1968 ausgetragen wurde. Bereits von 1974 bis 1976 war drei Mal eine inoffizielle Junioren-WM ausgetragen worden. Erster offizieller Junioren-Weltmeister wurde die Sowjetunion.
Am 9. Juli 1978 beschloss die IIHF, dass in Olympiajahren keine Weltmeisterschaft mehr ausgespielt werden solle. Für die Nationen der B- und C-Gruppe gab es mit der Thayer Tutt Trophy einen Ersatzwettbewerb in diesen Jahren. Bei dieser Sitzung wurde auch eine Kürzung der Weltmeisterschaftsdauer auf zwei Wochen festgelegt. Diese Regelung galt erstmals 1980 und dann auch für die beiden folgenden Olympischen Winterspiele 1984 und 1988.
Von 1978 bis 1985 blieb die sowjetische Mannschaft bei Weltmeisterschaften 45 Spiele in Folge ungeschlagen. Mit Modusänderungen versuchte die IIHF die WM spannender zu machen. Ab 1983 zählten für die Finalrunde, für die sich die besten vier der Vorrunde qualifizierten, die Ergebnisse der Vorrunde nicht mehr – anders als in der Abstiegsrunde der letzten Vier. 1985 landete die gastgebende Tschechoslowakei auf Platz vier der Vorrunde, konnte aber durch drei Siege in der Finalrunde, unter anderem einem 2:1 gegen die Sowjetunion, ihre insgesamt sechste Weltmeisterschaft holen. 1987 reichte Schweden ein Sieg bei zwei Remis in der Finalrunde für den vierten Weltmeistertitel; nach einem 9:0 gegen Kanada gab das Torverhältnis gegenüber der punktgleichen Sowjetunion den Ausschlag. Das sportliche Geschehen der WM 1987 wurde dabei von Gerichtsurteilen überlagert. Der deutsche Nationalspieler Miroslav Sikora hatte in seiner Jugend für die polnische Juniorennationalmannschaft gespielt. Trotz vorheriger Absicherung des deutschen Verbandes bei der IIHF wertete die IIHF die beiden überraschenden Siege der Deutschen gegen Finnland und Kanada mit 0:5. Die Entscheidung wurde durch das Landesgericht Wien ausgesetzt. Auch Doping rückte zunehmend in den Fokus. 1987 wurde ein Spiel der USA wegen eines Dopingfalls als verloren gewertet. 1987 wurden fünf Spiele in allen WM-Gruppen wegen Dopings gewertet.
Zunehmend drängten neue Nationalmannschaften in den Wettbewerb, wie zum Beispiel Neuseeland, beziehungsweise kamen nach langer Pause zurück wie Belgien oder das Vereinigte Königreich. 1987 gab es daher erstmals auch eine D-Weltmeisterschaft.
Zudem veranstaltete die IIHF ab 1990 eine Eishockey-Weltmeisterschaft der Frauen, der erste Titelträger wurde Kanada.

### Nach dem Fall des Eisernen Vorhangs
Die Revolutionen im Jahr 1989 änderten die Dynamik des internationalen Eishockey massiv. 1989 wanderten die ersten sowjetischen Spieler in die NHL ab, so dass auch die Sowjetunion nicht mehr in Bestbesetzung zur WM antreten konnten. Trotzdem konnte sie 1990 noch den 22. Weltmeistertitel holen – es sollte der letzte der Geschichte sein. 1991 zerfiel die Sowjetunion und Russland nahm 1992 dessen Platz ein. 1992 begann der Zerfall Jugoslawiens und zum 1. Januar 1993 löste sich die Tschechoslowakei auf – Tschechien übernahm den Platz in der Weltmeisterschaft. Bei der WM 1993 starteten sechs Nachfolgestaaten der Sowjetunion sowie die von Jugoslawien abgespaltenen Kroaten und Slowenen in die Qualifikation zur C-WM.
Bereits 1992 hatte man die A-Weltmeisterschaft auf 12 Mannschaften aufgestockt. Hintergrund waren finanzielle Überlegungen; die IIHF versprach sich durch die Aufstockung in mehr werberelevanten Märkten vertreten zu sein. Zudem wurde die WM nunmehr in Play-offs und der Titel schlussendlich in einem Finale entschieden. Dafür verzichtete man auf die Vergabe des Europameistertitels. 1992 war auch das erste Olympiajahr seit 1976, in dem wieder eine Weltmeisterschaft ausgetragen wurde.
Die WM 1992 war zudem das erste Turnier, in dem Schweden den Weltmeistertitel verteidigen konnte. Zwischen 1992 und 1996 gewannen fünf verschiedene Nationen den Titel. Nach Schweden waren das Russland, Kanada, Finnland (zum ersten Mal) und Tschechien. Zusammen mit den USA werden diese Länder auch „Big Six“ genannt, die großen sechs Länder des Welt-Eishockeys. Mit wenigen Ausnahmen machen diese seitdem die Medaillen bei Weltmeisterschaften und bei Olympischen Spielen zwischen sich aus.
Die Teilnehmerzahlen stiegen weiterhin an, so dass nun regelmäßig eine C2-Gruppe, später auch eine D-Gruppe ausgetragen wurde. Die A-Gruppe wiederum wurde 1998 erneut aufgestockt; seitdem nehmen 16 Nationen an der A-Weltmeisterschaft teil. Grund war, dass zunehmend die ehemaligen Sowjetrepubliken (Kasachstan, Ukraine, Belarus, Lettland) in die A-Gruppe drängten und damit aus Sponsorensicht interessantere Länder wie Deutschland, Frankreich, Norwegen oder Österreich verdrängten. Mit der Aufstockung gab es gleichzeitig (bis 2004) einen festen Platz für einen Vertreter Ostasiens, wobei das entsprechende Qualifikationsturnier immer Japan für sich entscheiden konnte. Auch der Auf- und Abstieg zwischen A- und B-Gruppe wurde bis 2000 durch ein Qualifikationsturnier im Herbst ersetzt. Zudem wurde ein Platz für den Gastgeber reserviert (erstmals genutzt von Norwegen, das 1999 als Gastgeber teilnahm, obwohl es im Vorjahr nur 5. der B-WM war). Die A-Weltmeisterschaft selbst wurde in vier Gruppen mit je vier Mannschaften ausgetragen, wovon sich die ersten drei (1998/99 die ersten zwei) für die Zwischenrunde (mit Übernahme der Ergebnisse untereinander) qualifizierten. Aus den beiden Zwischenrundengruppen qualifizierten sich die jeweils ersten vier für das Viertelfinale (1998/99 die ersten zwei für das Halbfinale).
Seit 1999 werden auch Weltmeisterschaften für Junioren unter 18 ausgetragen. Erster U18-Weltmeister wurde Finnland.

### Seit der Jahrtausendwende

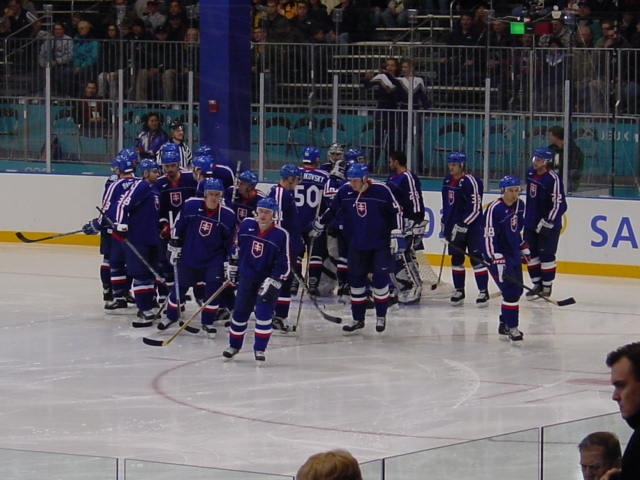
Slowakische Mannschaft bei der Weltmeisterschaft 2002

Zeitweise galt auch die Slowakei als einer der nun „Big Seven“. Nachdem der Tschechischen Republik 1993 der Platz der Tschechoslowakei zugesprochen wurde, starteten die Slowaken 1994 mit einer Wild Card in der C1-Weltmeisterschaft. Diese gewann man ebenso wie im Folgejahr die B-Weltmeisterschaft. 2000 gelang der Slowakei dann der Einzug ins Finale, wo man ausgerechnet Tschechien unterlag. 2002 schließlich gelang der große Erfolg: mit einem 4:3 im Finale gegen Russland wurde man Weltmeister. Die Slowakei war die achte Nation, die Eishockey-Weltmeister wurde. Nach der Bronzemedaille 2003 rutschte die Slowakei jedoch kontinuierlich ab und ab 2008 kam man – mit Ausnahme 2012 – über den 8. Platz nicht hinaus. Der Weltmeistertitel der Slowaken beendete eine Serie von drei Titeln Tschechiens von 1999 bis 2001 – die erste Serie von drei aufeinanderfolgenden Weltmeistertiteln seit 1983.
2001 wurde der Modus der Weltmeisterschaft insgesamt geändert. Die bisherige A-Gruppe wird seitdem offiziell nur noch als Weltmeisterschaft oder auch als Top-Division bezeichnet. Die weiteren Gruppen wurden in Divisionen umbenannt, die (soweit möglich) jeweils in zwei Gruppen zu sechs Mannschaften spielten. Die Organisation der Frauen- und Junioren-Weltmeisterschaften sowie der IIHF-Inlinehockey-Weltmeisterschaft erfolgte auf ähnliche Art und Weise.
Schweden gelang 2006 als erstem Land der Gewinn der Olympischen Winterspiele und der Weltmeisterschaft in einem Jahr. 2022 wiederholte Finnland den Gewinn der olympischen Goldmedaille und der Weltmeisterschaft im eigenen Land.
Seit 2008 spielt die IIHF auch Weltmeisterschaften für Frauen unter 18 aus. Erster U18-Weltmeister der Frauen wurde die USA.
Das Eröffnungsspiel der Weltmeisterschaft 2010 zwischen Deutschland und den USA fand vor 77.800 Zuschauern in der Gelsenkirchener Veltins-Arena, einem Fußballstadion, statt. Dies war ein neuer Zuschauerrekord für Eishockeyspiele und ist bis heute (Stand November 2019) der Zuschauerrekord für Indoor-Eishockeyspiele. Die deutsche Mannschaft, die sich nur als Gastgeber für das Turnier qualifiziert hatte, nutzte den Heimvorteil und zog erstmals ins Halbfinale ein. Am Ende landete man auf Platz 4, das beste Ergebnis seit 1953 (als allerdings nur drei Mannschaften teilnahmen).
Der Modus der Top-Division wurde 2012 nochmals geändert. Seitdem wird die Vorrunde in zwei Gruppen mit je acht Mannschaften ausgespielt, aus der sich die jeweils ersten vier für das Viertelfinale qualifizieren. Die jeweils Gruppenletzten steigen ab. 2012 wurde auch erstmals ein Turnier an zwei Länder vergeben: Hauptgastgeber Finnland beherbergte eine Vorrundengruppe, zwei Viertelfinalspiele sowie Halbfinale, Finale und Spiel um Platz drei. Beim Co-Gastgeber Schweden fanden ebenfalls eine Vorrundengruppe und zwei Viertelfinalspiele statt. 2013 trugen die beiden Länder erneut die Weltmeisterschaft aus und tauschten ihre Rollen. Dieses Konzept zweier Gastgeber wurde 2017 mit Deutschland/Frankreich, 2023 mit Finnland/Lettland und 2025 mit Schweden/Dänemark wiederholt.
Auch bei den unteren Divisionen gab es 2012 eine Modusänderung. Die besten drei Mannschaften der Gruppen A und B der Division I 2011 qualifizierten sich für die Division I Gruppe A 2012, die nun den höchsten Wettbewerb unterhalb der Top-Division darstellt. Die beiden ersten steigen in die Top-Division auf, der letzte steigt in die Division I Gruppe B ab. Analog werden die weiteren Divisionen ausgespielt: Division I Gruppe B, Division II Gruppe A, Division II Gruppe B und Division III. 2013 wurden die Teilnahmevoraussetzungen für Weltmeisterschaften verschärft, so ist zum Beispiel das Vorhandensein einer Eisfläche in olympischer Größe Voraussetzung (Griechenland und Irland können daher nicht mehr teilnehmen). Auf der anderen Seite stieg die Anzahl der asiatischen WM-Teilnehmer an. Diese wurden durch den 2008 von der Asia Strategic Planning Group (ASPG) eingeführten IIHF Challenge Cup of Asia an die Weltmeisterschaft herangeführt. Daher stieg die Anzahl der teilnehmenden Nationen auf 54 (2020) an, so dass 2020 die Einführung der Division III Gruppe B und der Division IV notwendig wurde (beide mit vier Mannschaften).
2013 konnte die Schweiz überraschenderweise ins Finale einziehen, nachdem man schon in der Vorrunde nur einen Punkt gegen Kanada abgeben musste. Im Finale unterlag man Schweden klar mit 1:5. Dies war die zweite Silbermedaille der Schweizer nach 1935. Die dritte folgte 2018. Erneut stand man den Schweden gegenüber, musste sich aber erst im Penaltyschießen geschlagen geben.
Die Weltmeisterschaft 2015 in Tschechien war das bisher am besten besuchte WM-Turnier. Zu den 56 Spielen kamen 741.700 Zuschauer, was einem Schnitt von 11.589 Zuschauern pro Spiel entspricht. 2020 fiel aufgrund der COVID-19-Pandemie erstmals nach dem Zweiten Weltkrieg wieder eine Weltmeisterschaft aus. Aus demselben Grund wurde die WM 2021 auf den bisher spätesten Termin im Jahr verschoben, das Turnier in Riga fand vom 21. Mai bis zum 6. Juni 2021 statt.
Nach dem Überfall Russlands auf die Ukraine wurden die russische und die belorussische Mannschaft erst vom Turnier 2022, später auch unbeschränkt von den Weltmeisterschaften ausgeschlossen. Ebenso wurde Russland die Ausrichtung der Weltmeisterschaft 2023 entzogen. Kurzfristig sprangen Finnland und Lettland als Ausrichter ein.
Bei der Weltmeisterschaft 2023 konnte Deutschland erstmals nach 70 Jahren wieder die Silbermedaille gewinnen. Im Finale unterlag man Kanada mit 2:5. Die Kanadier holten ihren 28. Titel und sind damit wieder alleiniger Rekordweltmeister. Erstmals holte sich Lettland mit Bronze eine Medaille. Damit gingen erstmals zwei Medaillen an Länder außerhalb der Big Six.

## Die Turniere im Überblick
| Jahr | Gastgeber                                                      | Finalstände                                       | Finalstände                                       | Finalstände                                       | Finalstände |
| Jahr | Gastgeber                                                      | Weltmeister                                       | 2. Platz                                          | 3. Platz                                          |             |
| ---- | -------------------------------------------------------------- | ------------------------------------------------- | ------------------------------------------------- | ------------------------------------------------- | ----------- |
| 1920 | Antwerpen (Belgien) (OS)                                       | Kanada                                            | USA                                               | Tschechoslowakei                                  |             |
| 1924 | Chamonix (Frankreich) (OW)                                     | Kanada                                            | USA                                               | Großbritannien                                    |             |
| 1928 | St. Moritz (Schweiz) (OW)                                      | Kanada                                            | Schweden                                          | Schweiz                                           |             |
| 1930 | Chamonix (Frankreich), Berlin (Deutschland), Wien (Österreich) | Kanada                                            | Deutschland                                       | Schweiz                                           |             |
| 1931 | Krynica-Zdrój (Polen)                                          | Kanada                                            | USA                                               | Österreich                                        |             |
| 1932 | Lake Placid (USA) (OW)                                         | Kanada                                            | USA                                               | Deutschland                                       |             |
| 1933 | Prag (Tschechoslowakei)                                        | USA                                               | Kanada                                            | Tschechoslowakei                                  |             |
| 1934 | Mailand (Italien)                                              | Kanada                                            | USA                                               | Deutschland                                       |             |
| 1935 | Davos (Schweiz)                                                | Kanada                                            | Schweiz                                           | Großbritannien                                    |             |
| 1936 | Garmisch-Partenkirchen (Deutschland) (OW)                      | Großbritannien                                    | Kanada                                            | USA                                               |             |
| 1937 | London (Großbritannien)                                        | Kanada                                            | Großbritannien                                    | Schweiz                                           |             |
| 1938 | Prag (Tschechoslowakei)                                        | Kanada                                            | Großbritannien                                    | Tschechoslowakei                                  |             |
| 1939 | Zürich, Basel (Schweiz)                                        | Kanada                                            | USA                                               | Schweiz                                           |             |
| 1940 | Garmisch-Partenkirchen (Deutschland) (OW)                      | ausgefallen wegen Ausbruch des Zweiten Weltkriegs | ausgefallen wegen Ausbruch des Zweiten Weltkriegs | ausgefallen wegen Ausbruch des Zweiten Weltkriegs |             |
|      |                                                                |                                                   |                                                   |                                                   |             |
| 1947 | Prag (Tschechoslowakei)                                        | Tschechoslowakei                                  | Schweden                                          | Österreich                                        |             |
| 1948 | St. Moritz (Schweiz) (OW)                                      | Kanada                                            | Tschechoslowakei                                  | Schweiz                                           |             |
| 1949 | Stockholm (Schweden)                                           | Tschechoslowakei                                  | Kanada                                            | USA                                               |             |
| 1950 | London (Großbritannien)                                        | Kanada                                            | USA                                               | Schweiz                                           |             |
| 1951 | Paris (Frankreich)                                             | Kanada                                            | Schweden                                          | Schweiz                                           |             |
| 1952 | Oslo (Norwegen) (OW)                                           | Kanada                                            | USA                                               | Schweden                                          |             |
| 1953 | Zürich, Basel (Schweiz)                                        | Schweden                                          | BR Deutschland                                    | Schweiz                                           |             |
| 1954 | Stockholm (Schweden)                                           | Sowjetunion                                       | Kanada                                            | Schweden                                          |             |
| 1955 | Krefeld, Dortmund, Düsseldorf, Köln (BR Deutschland)           | Kanada                                            | Sowjetunion                                       | Tschechoslowakei                                  |             |
| 1956 | Cortina d’Ampezzo (Italien) (OW)                               | Sowjetunion                                       | USA                                               | Kanada                                            |             |
| 1957 | Moskau (Sowjetunion)                                           | Schweden                                          | Sowjetunion                                       | Tschechoslowakei                                  |             |
| 1958 | Oslo (Norwegen)                                                | Kanada                                            | Sowjetunion                                       | Schweden                                          |             |
| 1959 | Prag, Bratislava (Tschechoslowakei)                            | Kanada                                            | Sowjetunion                                       | Tschechoslowakei                                  |             |
| 1960 | Squaw Valley (USA) (OW)                                        | USA                                               | Kanada                                            | Sowjetunion                                       |             |
| 1961 | Genf, Lausanne (Schweiz)                                       | Kanada                                            | Tschechoslowakei                                  | Sowjetunion                                       |             |
| 1962 | Colorado Springs, Denver (USA)                                 | Schweden                                          | Kanada                                            | USA                                               |             |
| 1963 | Stockholm (Schweden)                                           | Sowjetunion                                       | Schweden                                          | Tschechoslowakei                                  |             |
| 1964 | Innsbruck (Österreich) (OW)                                    | Sowjetunion                                       | Schweden                                          | Tschechoslowakei                                  |             |
| 1965 | Tampere (Finnland)                                             | Sowjetunion                                       | Tschechoslowakei                                  | Schweden                                          |             |
| 1966 | Ljubljana (Jugoslawien)                                        | Sowjetunion                                       | Tschechoslowakei                                  | Kanada                                            |             |
| 1967 | Wien (Österreich)                                              | Sowjetunion                                       | Schweden                                          | Kanada                                            |             |
| 1968 | Grenoble (Frankreich) (OW)                                     | Sowjetunion                                       | Tschechoslowakei                                  | Kanada                                            |             |
| 1969 | Stockholm (Schweden)                                           | Sowjetunion                                       | Schweden                                          | Tschechoslowakei                                  |             |
| 1970 | Stockholm (Schweden)                                           | Sowjetunion                                       | Schweden                                          | Tschechoslowakei                                  |             |
| 1971 | Bern, Genf (Schweiz)                                           | Sowjetunion                                       | Tschechoslowakei                                  | Schweden                                          |             |
| 1972 | Prag (Tschechoslowakei)                                        | Tschechoslowakei                                  | Sowjetunion                                       | Schweden                                          |             |
| 1973 | Moskau (Sowjetunion)                                           | Sowjetunion                                       | Schweden                                          | Tschechoslowakei                                  |             |
| 1974 | Helsinki (Finnland)                                            | Sowjetunion                                       | Tschechoslowakei                                  | Schweden                                          |             |
| 1975 | München, Düsseldorf (BR Deutschland)                           | Sowjetunion                                       | Tschechoslowakei                                  | Schweden                                          |             |
| 1976 | Kattowitz (Polen)                                              | Tschechoslowakei                                  | Sowjetunion                                       | Schweden                                          |             |
| 1977 | Wien (Österreich)                                              | Tschechoslowakei                                  | Schweden                                          | Sowjetunion                                       |             |
| 1978 | Prag (Tschechoslowakei)                                        | Sowjetunion                                       | Tschechoslowakei                                  | Kanada                                            |             |
| 1979 | Moskau (Sowjetunion)                                           | Sowjetunion                                       | Tschechoslowakei                                  | Schweden                                          |             |
| 1981 | Göteborg, Stockholm (Schweden)                                 | Sowjetunion                                       | Schweden                                          | Tschechoslowakei                                  |             |
| 1982 | Helsinki, Tampere (Finnland)                                   | Sowjetunion                                       | Tschechoslowakei                                  | Kanada                                            |             |
| 1983 | Düsseldorf, Dortmund, München (BR Deutschland)                 | Sowjetunion                                       | Tschechoslowakei                                  | Kanada                                            |             |
| 1985 | Prag (Tschechoslowakei)                                        | Tschechoslowakei                                  | Kanada                                            | Sowjetunion                                       |             |
| 1986 | Moskau (Sowjetunion)                                           | Sowjetunion                                       | Schweden                                          | Kanada                                            |             |
| 1987 | Wien (Österreich)                                              | Schweden                                          | Sowjetunion                                       | Tschechoslowakei                                  |             |
| 1989 | Stockholm, Södertälje (Schweden)                               | Sowjetunion                                       | Kanada                                            | Tschechoslowakei                                  |             |
| 1990 | Bern, Freiburg (Schweiz)                                       | Sowjetunion                                       | Schweden                                          | Tschechoslowakei                                  |             |
| 1991 | Turku, Helsinki, Tampere (Finnland)                            | Schweden                                          | Kanada                                            | Sowjetunion                                       |             |
| 1992 | Prag, Bratislava (Tschechoslowakei)                            | Schweden                                          | Finnland                                          | Tschechoslowakei                                  |             |
| 1993 | Dortmund, München (Deutschland)                                | Russland                                          | Schweden                                          | Tschechien                                        |             |
| 1994 | Bozen, Canazei, Mailand (Italien)                              | Kanada                                            | Finnland                                          | Schweden                                          |             |
| 1995 | Stockholm, Gävle (Schweden)                                    | Finnland                                          | Schweden                                          | Kanada                                            |             |
| 1996 | Wien (Österreich)                                              | Tschechien                                        | Kanada                                            | USA                                               |             |
| 1997 | Helsinki, Turku, Tampere (Finnland)                            | Kanada                                            | Schweden                                          | Tschechien                                        |             |
| 1998 | Zürich, Basel (Schweiz)                                        | Schweden                                          | Finnland                                          | Tschechien                                        |             |
| 1999 | Oslo, Hamar, Lillehammer (Norwegen)                            | Tschechien                                        | Finnland                                          | Schweden                                          |             |
| 2000 | Sankt Petersburg (Russland)                                    | Tschechien                                        | Slowakei                                          | Finnland                                          |             |
| 2001 | Köln, Hannover, Nürnberg (Deutschland)                         | Tschechien                                        | Finnland                                          | Schweden                                          |             |
| 2002 | Göteborg, Jönköping, Karlstad (Schweden)                       | Slowakei                                          | Russland                                          | Schweden                                          |             |
| 2003 | Helsinki, Tampere, Turku (Finnland)                            | Kanada                                            | Schweden                                          | Slowakei                                          |             |
| 2004 | Prag, Ostrava (Tschechien)                                     | Kanada                                            | Schweden                                          | USA                                               |             |
| 2005 | Wien, Innsbruck (Österreich)                                   | Tschechien                                        | Kanada                                            | Russland                                          |             |
| 2006 | Riga (Lettland)                                                | Schweden                                          | Tschechien                                        | Finnland                                          |             |
| 2007 | Moskau, Mytischtschi (Russland)                                | Kanada                                            | Finnland                                          | Russland                                          |             |
| 2008 | Québec, Halifax (Kanada)                                       | Russland                                          | Kanada                                            | Finnland                                          |             |
| 2009 | Bern, Kloten (Schweiz)                                         | Russland                                          | Kanada                                            | Schweden                                          |             |
| 2010 | Köln, Mannheim, Gelsenkirchen (Deutschland)                    | Tschechien                                        | Russland                                          | Schweden                                          |             |
| 2011 | Bratislava, Košice (Slowakei)                                  | Finnland                                          | Schweden                                          | Tschechien                                        |             |
| 2012 | Helsinki (Finnland), Stockholm (Schweden)                      | Russland                                          | Slowakei                                          | Tschechien                                        |             |
| 2013 | Stockholm (Schweden), Helsinki (Finnland)                      | Schweden                                          | Schweiz                                           | USA                                               |             |
| 2014 | Minsk (Belarus)                                                | Russland                                          | Finnland                                          | Schweden                                          |             |
| 2015 | Prag, Ostrava (Tschechien)                                     | Kanada                                            | Russland                                          | USA                                               |             |
| 2016 | Moskau, Sankt Petersburg (Russland)                            | Kanada                                            | Finnland                                          | Russland                                          |             |
| 2017 | Köln (Deutschland), Paris (Frankreich)                         | Schweden                                          | Kanada                                            | Russland                                          |             |
| 2018 | Kopenhagen, Herning (Dänemark)                                 | Schweden                                          | Schweiz                                           | USA                                               |             |
| 2019 | Bratislava, Košice (Slowakei)                                  | Finnland                                          | Kanada                                            | Russland                                          |             |
| 2020 | Zürich, Lausanne (Schweiz)                                     | Ausfall aufgrund der COVID-19-Pandemie            | Ausfall aufgrund der COVID-19-Pandemie            | Ausfall aufgrund der COVID-19-Pandemie            |             |
| 2021 | Riga (Lettland)                                                | Kanada                                            | Finnland                                          | USA                                               |             |
| 2022 | Tampere, Helsinki (Finnland)                                   | Finnland                                          | Kanada                                            | Tschechien                                        |             |
| 2023 | Tampere (Finnland), Riga (Lettland)                            | Kanada                                            | Deutschland                                       | Lettland                                          |             |
| 2024 | Prag, Ostrava (Tschechien)                                     | Tschechien                                        | Schweiz                                           | Schweden                                          |             |
| 2025 | Stockholm (Schweden), Herning (Dänemark)                       | USA                                               | Schweiz                                           | Schweden                                          |             |
| 2026 | Zürich, Freiburg (Schweiz)                                     |                                                   |                                                   |                                                   |             |
| 2027 | Düsseldorf, Mannheim (Deutschland)                             |                                                   |                                                   |                                                   |             |
| 2028 | Paris, Lyon (Frankreich)                                       |                                                   |                                                   |                                                   |             |

## Medaillenspiegel
nach 88 Turnieren
| Rang | Land                                                                                       | Goldmedaillen | Silbermedaillen | Bronzemedaillen | Gesamt    |
| ---- | ------------------------------------------------------------------------------------------ | ------------- | --------------- | --------------- | --------- |
| 1    | / Kanada                                                                                   | 28            | 16              | 9               | 53        |
| 2    | Russland * (davon Sowjetunion)                                                             | 27 (22)       | 10 (7)          | 10 (5)          | 47 (34)   |
| 3    | Tschechien * (davon Tschechoslowakei)                                                      | 13 (6)        | 13 (12)         | 22 (16)         | 48 (34)   |
| 4    | Schweden                                                                                   | 11            | 19              | 19              | 49        |
| 5    | Finnland                                                                                   | 4             | 9               | 3               | 16        |
| 6    | USA                                                                                        | 3             | 9               | 9               | 21        |
| 7    | Großbritannien                                                                             | 1             | 2               | 2               | 5         |
| 8    | Slowakei                                                                                   | 1             | 2               | 1               | 4         |
| 9    | Schweiz                                                                                    | –             | 5               | 8               | 13        |
| 10   | Deutschland (davon / Deutsches Reich) (davon BR Deutschland) (davon Deutschland seit 1991) | – (–)         | 3 (1)           | 2 (2) (–)       | 5 (3) (1) |
| 11   | Österreich                                                                                 | –             | –               | 2               | 2         |
| 12   | Lettland                                                                                   | –             | –               | 1               | 1         |

## Spielerrekorde

### Meiste Spiele bei Weltmeisterschaften
| Rang    | Spieler               | Land             | Position | Spiele |
| ------- | --------------------- | ---------------- | -------- | ------ |
| 1       | Andres Ambühl         | Schweiz          | F        | 151    |
| 2       | Udo Kießling          | BR Deutschland   | D        | 119    |
| 3       | Jiří Holík            | Tschechoslowakei | F        | 109    |
| 4       | Alexander Malzew      | Sowjetunion      | F        | 108    |
| 5       | Dieter Hegen          | Deutschland      | F        | 106    |
| 6       | Oldřich Machač        | Tschechoslowakei | D        | 106    |
| 7       | Mathias Seger         | Schweiz          | D        | 106    |
| 8       | Boris Michailow       | Sowjetunion      | F        | 105    |
| 9       | Waleri Charlamow      | Sowjetunion      | F        | 105    |
| 10      | Roman Červenka        | Tschechien       | F        | 105    |
| 11      | Ville Peltonen        | Finnland         | F        | 105    |
| 12      | Jörgen Jönsson        | Schweden         | F        | 103    |
| 13      | Wladimir Luttschenko  | Sowjetunion      | D        | 103    |
| 14      | Petteri Nummelin      | Finnland         | D        | 102    |
| 15      | David Výborný         | Tschechien       | F        | 102    |
| 16      | Jonas Holøs           | Norwegen         | D        | 102    |
| 17      | Wladimir Petrow       | Sowjetunion      | F        | 101    |
| 18      | Sergei Makarow        | Sowjetunion      | F        | 101    |
| 19      | Vladimír Martinec     | Tschechoslowakei | F        | 101    |
| 20      | Wjatscheslaw Fetissow | Sowjetunion      | D        | 101    |
| 21      | Lasse Oksanen         | Finnland         | F        | 101    |
| 22      | Waleri Wassiljew      | Sowjetunion      | D        | 101    |
| 23      | Wladislaw Tretjak     | Sowjetunion      | G        | 98     |
| 24      | Mathis Olimb          | Norwegen         | F        | 97     |
| 25      | František Pospíšil    | Tschechoslowakei | D        | 97     |
| 26      | Morten Madsen         | Dänemark         | F        | 97     |
| 27      | Martin Røymark        | Norwegen         | F        | 97     |
| 28      | Morten Green          | Dänemark         | F        | 96     |
| 29      | Ilja Kowaltschuk      | Russland         | F        | 94     |
| 30      | Sacha Treille         | Frankreich       | F        | 93     |
| 31      | Moritz Müller         | Deutschland      | D        | 93     |
| 32      | Jesper Jensen Aabo    | Dänemark         | D        | 92     |
| 33      | Raimo Helminen        | Finnland         | F        | 91     |
| 34      | Morten Poulsen        | Dänemark         | F        | 91     |
| 35      | Olli Jokinen          | Finnland         | F        | 90     |
| 36      | Pekka Marjamäki       | Finnland         | D        | 90     |
| 37      | Kristaps Sotnieks     | Lettland         | D        | 90     |
| 38      | Ivan Hlinka           | Tschechoslowakei | F        | 89     |
| 39      | Mark Streit           | Schweiz          | D        | 89     |
| 40      | Miroslav Šatan        | Slowakei         | F        | 88     |
| 41      | Juhani Tamminen       | Finnland         | F        | 88     |
| 42      | Frederik Storm        | Dänemark         | F        | 88     |
| 43      | Anders Bastiansen     | Norwegen         | F        | 87     |
| 44      | Andreas Martinsen     | Norwegen         | F        | 87     |
| 45      | Kristian Forsberg     | Norwegen         | F        | 87     |
| 46      | Aleksandrs Ņiživijs   | Lettland         | F        | 86     |
| 47      | Jiří Bubla            | Tschechoslowakei | D        | 86     |
| 48      | Niko Kapanen          | Finnland         | F        | 85     |
| 49      | Kaspars Daugaviņš     | Lettland         | F        | 85     |
| 50      | Wjatscheslaw Bykow    | Russland         | F        | 84     |
| Quelle: |                       |                  |          |        |

Fett gedruckt: noch aktive Spieler
Stand: 25. Juni 2025

### Meiste Tore bei Weltmeisterschaften
| Rang    | Spieler                       | Tore |
| ------- | ----------------------------- | ---- |
| 1       | Boris Michailow               | 98   |
| 2       | Alexander Malzew              | 77   |
| 3       | Wladimir Petrow               | 74   |
| 4       | Waleri Charlamow              | 74   |
| 5       | Václav Nedomanský             | 65   |
| 6       | Alexander Jakuschew           | 60   |
| 7       | Sven Johansson                | 56   |
| 8       | Vladimír Zábrodský            | 55   |
| 9       | Sergei Alexejewitsch Kapustin | 55   |
| 10      | Sergei Makarow                | 55   |
| 11      | Richard Torriani              | 53   |
| 12      | Vladimír Martinec             | 53   |
| 13      | Jiří Holík                    | 51   |
| 14      | Josef Maleček                 | 50   |
| 15      | Weniamin Alexandrow           | 50   |
| 16      | Wjatscheslaw Starschinow      | 50   |
| 17      | Ferdinand Cattini             | 48   |
| 18      | Ulrich Poltera                | 46   |
| 19      | Anatoli Firsow                | 46   |
| 20      | Wladimir Wikulow              | 46   |
| 21      | Nils Nilsson                  | 45   |
| 22      | Wladimir Krutow               | 44   |
| 23      | Ivan Hlinka                   | 42   |
| 24      | Ronald Pettersson             | 40   |
| 25      | Tord Lundström                | 40   |
| 26      | Ulf Sterner                   | 40   |
| 27      | Erich Kühnhackl               | 40   |
| 28      | Wjatscheslaw Bykow            | 39   |
| 29      | Dieter Hegen                  | 39   |
| 30      | Vlastimil Bubník              | 38   |
| 31      | Konstantin Loktew             | 38   |
| 32      | Dany Heatley                  | 38   |
| 33      | Miroslav Šatan                | 37   |
| 34      | Ilja Kowaltschuk              | 36   |
| 35      | Wjatscheslaw Fetissow         | 36   |
| 36      | Jaromír Jágr                  | 35   |
| 37      | Alexander Owetschkin          | 35   |
| 38      | Wladimir Schadrin             | 34   |
| 39      | Ville Peltonen                | 34   |
| 40      | Milan Nový                    | 33   |
| 41      | Roman Červenka                | 33   |
| 42      | Hans Öberg                    | 32   |
| 43      | Jewgeni Malkin                | 32   |
| 44      | Andres Ambühl                 | 32   |
| 45      | Hans-Martin Trepp             | 31   |
| 46      | Jiří Lála                     | 31   |
| 47      | Bohuslav Šťastný              | 31   |
| 48      | Jack McLeod                   | 30   |
| 49      | Alexander Almetow             | 30   |
| 50      | Miroslav Vlach                | 30   |
| Quelle: |                               |      |

Fett gedruckt: noch aktive Spieler
Stand: 25. Mai 2025

### Meiste Strafminuten bei Weltmeisterschaften
| Rang    | Spieler                | Position | Strafminuten |
| ------- | ---------------------- | -------- | ------------ |
| 1       | Udo Kießling           | D        | 150          |
| 2       | Mario Chitaroni        | F        | 146          |
| 3       | Tommy Jakobsen         | D        | 141          |
| 4       | Serhij Klymentjew      | D        | 138          |
| 5       | Jarkko Ruutu           | F        | 127          |
| 6       | Goran Bezina           | D        | 126          |
| 7       | Erich Kühnhackl        | F        | 126          |
| 8       | Ilja Kowaltschuk       | F        | 125          |
| 9       | Jan Benda              | F        | 124          |
| 10      | Horst-Peter Kretschmer | D        | 120          |
| 11      | Olli Jokinen           | F        | 112          |
| 12      | Wjatscheslaw Sawalnjuk | D        | 107          |
| 13      | František Musil        | D        | 106          |
| 14      | Korbinian Holzer       | D        | 104          |
| 15      | Andres Ambühl          | F        | 104          |
| 16      | Jiří Šlégr             | D        | 103          |
| 17      | Morten Green           | F        | 103          |
| 18      | Sacha Treille          | F        | 102          |
| 19      | Uladsimir Dsjanissau   | D        | 101          |
| 20      | Christopher Bartolone  | D        | 98           |
| 21      | Uli Hiemer             | D        | 98           |
| 22      | Mathis Olimb           | F        | 98           |
| 23      | Alexei Jemelin         | D        | 97           |
| 24      | Andreas Martinsen      | F        | 97           |
| 25      | Patrick Hager          | F        | 95           |
| 26      | Matti Keinonen         | F        | 91           |
| 27      | Jean-Philippe Lemoine  | D        | 90           |
| 28      | Tuomo Ruutu            | F        | 89           |
| 29      | Wjatscheslaw Fetissow  | D        | 89           |
| 30      | Laurent Meunier        | F        | 88           |
| 31      | Gerd Truntschka        | F        | 88           |
| 32      | Georg Holzmann         | F        | 87           |
| 33      | Jiří Holík             | F        | 87           |
| 34      | Christian Pouget       | F        | 86           |
| 35      | Herbert Hohenberger    | D        | 86           |
| 36      | Andrei Kostitsyn       | F        | 85           |
| 37      | Sergei Makarow         | F        | 85           |
| 38      | Antoine Roussel        | F        | 84           |
| 39      | Wladimir Petrow        | F        | 84           |
| 40      | Martin Ručínský        | F        | 82           |
| 41      | Mats Trygg             | D        | 82           |
| 42      | Dieter Hegen           | F        | 82           |
| 43      | Georgijs Pujacs        | D        | 81           |
| 44      | Wassil Pankou          | F        | 80           |
| 45      | Wadym Schachrajtschuk  | F        | 80           |
| 46      | Sinetula Biljaletdinow | D        | 79           |
| 47      | Franz Reindl           | F        | 79           |
| 48      | Waleri Charlamow       | F        | 79           |
| 49      | Jim Johnson            | D        | 78           |
| 50      | Morten Ask             | F        | 78           |
| Quelle: |                        |          |              |

Fett gedruckt: noch aktive Spieler
Stand: 25. Mai 2025

## Ausrichter
Bisher haben 20 Länder das jeweilige Top-Turnier der Weltmeisterschaft ausgerichtet. Die folgende Tabelle enthält die ausrichtenden Länder sowie die Anzahl der dort stattfindenden Turniere, einschließlich der geplanten, bereits vergebenen Turniere.
| Land                        | Turniere | Jahre                                                                      |
| --------------------------- | -------- | -------------------------------------------------------------------------- |
| Schweden                    | 12       | 1949, 1954, 1963, 1969, 1970, 1981, 1989, 1995, 2002, 2012, 2013, 2025     |
| Schweiz                     | 11       | 1928 (OW), 1935, 1939, 1948 (OW), 1953, 1961, 1971, 1990, 1998, 2009, 2026 |
| Tschechoslowakei/Tschechien | 11       | 1933, 1938, 1947, 1959, 1972, 1978, 1985, 1992, 2004, 2015, 2024           |
| Deutschland                 | 10       | 1930, 1936 (OW), 1955, 1975, 1983, 1993, 2001, 2010, 2017, 2027            |
| Finnland                    | 10       | 1965, 1974, 1982, 1991, 1997, 2003, 2012, 2013, 2022, 2023                 |
| Österreich                  | 7        | 1930, 1964 (OW), 1967, 1977, 1987, 1996, 2005                              |
| Sowjetunion/Russland        | 7        | 1957, 1973, 1979, 1986, 2000, 2007, 2016                                   |
| Frankreich                  | 6        | 1924 (OW), 1930, 1951, 1968 (OW), 2017, 2028                               |
| Slowakei                    | 4        | 1959, 1992, 2011, 2019                                                     |
| USA                         | 3        | 1932 (OW), 1960 (OW), 1962                                                 |
| Italien                     | 3        | 1934, 1956 (OW), 1994                                                      |
| Norwegen                    | 3        | 1952 (OW), 1958, 1999                                                      |
| Lettland                    | 3        | 2006, 2021, 2023                                                           |
| Polen                       | 2        | 1931, 1976                                                                 |
| Großbritannien              | 2        | 1937, 1950                                                                 |
| Dänemark                    | 2        | 2018, 2025                                                                 |
| Belgien                     | 1        | 1920 (OS)                                                                  |
| Jugoslawien (Slowenien)     | 1        | 1966                                                                       |
| Kanada                      | 1        | 2008                                                                       |
| Belarus                     | 1        | 2014                                                                       |

Anmerkungen:
- Turniere die in zwei Ländern stattfanden/stattfinden (2012, 2013, 2017, 2023, 2025) werden für beide Länder gezählt.
- 1930 wurde das Turnier in Frankreich abgebrochen und mit zwei Spielen in Deutschland sowie einem Spiel in Österreich beendet. Das Turnier wird für alle drei Länder gezählt.
- Tschechien zählt als Nachfolgeverband der Tschechoslowakei, alle Turniere in der Tschechoslowakei fanden in Tschechien statt, zwei auch in der Slowakei. Diese sind auch für die Slowakei gezählt.
- Russland zählt als Nachfolgeverband der Sowjetunion, alle Turniere in der Sowjetunion fanden in Russland statt.
- Das Turnier 1966 fand in Jugoslawien im heute eigenständigen Landesteil Slowenien statt.